# Wilhelm Egon von Fürstenberg
Wilhelm Egon von Fürstenberg (Helligenberg, 2 de dezembro de 1629 - Paris, 9 de abril de 1704) foi um cardeal do século XVII

## Biografia
Nasceu em Helligenberg em 2 de dezembro de 1629. De família nobre. Seu pai era um general do exército imperial. Parente do cardeal Friedrich Egon von Fürstenberg (1879).
Ordenado subdiaconado em 18 de abril de 1649. Cônego de Colônia e Salzburgo. Ministro da saúde do príncipe Maximilian Heinrich de Colônia.
Nomeado bispo de Metz pelo capítulo da catedral, em setembro de 1663. Não foi confirmado pelo papa. Príncipe do reino, 1664. Em 1674, por causa de suas intrigas para impedir a paz com a Holanda, embora fosse plenipotenciário do arcebispo-eleitor de Colônia, foi preso em Viena por ordem do imperador e depois enviado para Neustadt onde foi condenado à morte. O núncio papal interveio a seu favor e pediu misericórdia. Ele foi poupado e, em 1679, após a assinatura do tratado de paz, foi libertado (1). Eleito bispo de Estrasburgo pelo capítulo da catedral, em 8 de junho de 1682. Preconizado em 11 de janeiro de 1683. Consagrado em 1º de maio de 1683, Colônia, por Ercole Visconti, arcebispo titular de Damieta, núncio em Colônia, assistido por Jean-Henri Anethan, bispo titular de Hierapoli, auxiliar de Colônia, e por Maximilien Bormann, bispo titular de Diocleziana, auxiliar de Trier.
Criado cardeal sacerdote no consistório de 2 de setembro de 1686. Esperando tornar-se eleitor de Colônia e príncipe-bispo de Liège, com o apoio do rei Luís XIV da França, fixou residência em Modave. Nenhuma de suas esperanças se materializou e, em vez disso, por seu forte apoio à França, ele foi declarado inimigo do império. Eleito coadjutor de Colônia pelo capítulo da catedral com 19 dos 24 votos, 1687. Em 1688, com a morte de Maximilian Heinrich von Bayern, arcebispo de Colônia, o coadjutor não foi eleito automaticamente, mas houve outra eleição na qual obteve 13 votos e Joseph Clemens von Bayern obteve 11. O imperador se opôs à sua eleição, o papa concordou e von Bayern foi nomeado arcebispo de Colônia. Nomeado pelo rei da França abade de Saint-Germain des Prés em 1690, e de Fécamp, de Montmédy, de Stavelo, de Saint-Evroult de Evreaux, de Gorze, de Saint-Vincent de Laon e de Barbeaux. Participou do Participou do conclave de 1689, que elegeu o Papa Alexandre VIII. Recebeu o gorro vermelho e o título de S. Onofrio, em 14 de novembro de 1689. Não participou do conclave de 1691, que elegeu o Papa Inocêncio XII. Não participou do conclave de 1700, que elegeu o Papa Clemente XI.
Morreu em Paris em 9 de abril de 1704, abadia de Saint-Germain des Prés, Paris. Exposto e enterrado naquela abadia.